# Hans Tropsch
Hans Tropsch (født 7. oktober 1889, død 8. oktober 1935) var en østrig-ungarsk kemiker, som sammen med Franz Fischer udviklede Fischer-Tropsch-processen.

## Opvækst og uddannelse
Hans Tropsch blev født i Plan bei Marienbad, Sudettysk Bøhmen som på dette tidspunkt var en del af Østrig-Ungarn, nu Tjekkiet. Han studerede på Karl-Ferdinands-Universität i Prag og Tschechische Technische Universität Prag fra 1907 til 1913. Han fik en ph.d. for sit arbejder under Hans Meyer.

## Karriere
Tropsch arbejdede på en farvefabrik i Mülheim fra 1916–1917, og derefter nogle måneder ved Kaiser-Wilhelm-Gesellschaft zur Förderung der Wissenschaften. Fra 1917 til 1920 arbejdede Tropsch i et af firmaet Rütgers' tjæredesillerier i Niederau, men vendte tilbage til Kaiser-Wilhelm-Gesellschaft i 1920, hvor han blev indtil 1928. Her arbejdede han sammen medbåde Franz Fischer og Otto Roelen, og det var i denne periode at den banebrydende opfindelse af Fischer-Tropsch-processen blev patenteret.
I 1928 blev Tropsch udnævnt til professor på det nye institut for kulforskning i Prag. Senere tog han en stilling i USA i  Universal Oil Productss laboratorier og Armour Institute of Technology i Chicago i 1931. Som følge af alvorlig sygdom vendte Tropsh tilbage til Tyskland i 1935 hvor han døde kort efter sin ankomst på et hospital i Essen.